# ناحية مركز رأس العين
ناحية مركز رأس العين إحدى نواحي سوريا تتبع إداريّاً لمحافظة الحسكة منطقة رأس العين ومركزها مدينة رأس العين، بلغ تعداد سكان الناحية 121,536 نسمة حسب التعداد السكاني لعام 2004. فصل عدد من القرى عن الناحية والحاقها بناحية أبو رأسين التي أحدثت عام 2008 م.

## مدن وبلدات وقرى ناحية مركز رأس العين

### أ
- أبو شاخات
- الأهراس
- العريشة
- أبو جرادة كبير
- الدهماء
- الكبش
- المناجير
- الراوية
- السفح
- الشارة
- الصوان
- أم العصافير
- العنادية
- المتنبي
- المثنى
- أم سلبة لوزة
- أم الأسناد

### ب
- بئر نوح

### ت
- تل الأرقم
- تل الصفا
- تل سنان شرقي
- تل الصوان
- تل ذياب
- تل حلف

### ث
- ثمود

### د
- دردارة

### ر
- رأس العين

### ص
- صالحية ملا خضر

### ع
- عاجلة
- عرنان شمالي
- عرنان قبلي

### ق
- قطينة

### ك
- كرمة

### م
- مبروكة
- مسجد
- مجيبرة
- مدان